# ダイヤモンドZAi
ダイヤモンドZAi（ダイヤモンドざい）は、ダイヤモンド社が発行する初心者向けの投資情報誌。毎月21日発売。ウェブ版の「ザイ・オンライン」も公開している。
発行部数21万部は、月刊の投資情報誌では最大。季刊・隔月刊等を含めても、会社四季報に次ぐ規模を誇る。創刊は2000年3月。キャッチフレーズは「マネービギナーのための楽勝攻略マガジン」。姉妹誌に『ダイヤモンド・マネー』『ダイヤモンド「株」データブック』などがある。

## 特徴
ダイヤモンドZAiは、カラフルな図版・イラストと、平易な文章で解説されるページ構成が特徴である。株をテーマに扱った記事が多い。特に個人投資家の運用手法や投資実績を紹介する記事では先駆けで、「ジェイコム株大量誤発注事件」で20億円を稼いだ「ジェイコム男」ことB・N・Fや、個人投資家としては最も多く大株主欄に登場する実業家竹田和平、株主優待で暮らす桐谷広人、就職試験に落ちまくって株で生命をつなぐしかなくなったネオニート矢野など、数多くの個人投資家を登場させている。
そのほか、アナリストや株式評論家による銘柄推奨、テクニカルチャート（罫線表）、株主優待、決算書の読み方、経済・景気の先行き予想、海外投資、外国為替証拠金取引などの特集がその時々である。
2014年のインタビューで、ダイヤモンド・ザイの編集長の神門学は「ダイヤモンド・ザイは30～70代という非常に幅広い年齢層をターゲットにしている」と語っている。
2018年4月1日、「ダイヤモンドZAi」の編集長に辻葉子が就任し、初の女性編集長となった。　辻葉子は「モットーは『面倒なこと』はすべて『ダイヤモンドZAi』が代行します」、「個人投資家がすべての銘柄を見るのは大変です。私たちは読者の皆さんの代わりに毎回、全銘柄をチェックし、そのときに一番いいと判断した株の情報を提供します」、と語っている。

## 連載
投資情報（推奨銘柄、理論株価）
「原宿投資研究所」はアナリストや株式評論家が渾身の推奨銘柄を紹介する。「最新理論株価&倒産確率」では、今後20年間に予想されるその企業の1株当たりのキャッシュフローを現在価値で割り引いて計算した全上場企業の理論株価が毎月更新・掲載される。相場状況によっては現在の株価水準とかけ離れていることもあるが、ここに掲載される理論株価を参考に保有株式の売り時・買い時を決めている個人投資家は多い。
ミニ株バトル
「ミニ株バトル」は参加5チームが自腹の50万円（25万円や100万円だった回もある）を1年間でどれだけ増やせるかを競う企画。以前は単元株数1000株の株が大半だったのでミニ株での運用が主だったため「ミニ株 -」の名前が冠されているが、現在は投資単価の引き下げなどにより50万円以下で買える株が増えたのでミニ株は使われていない。かつて歌手のサンプラザ中野がこの企画で資産を半分に、芸人の水道橋博士が資産を2倍にして伝説を作ったことがある。最高記録は2005年5月 - 2006年5月、デイトレーダー・ワタナベくんによる資産3倍増（100万円→300万円）でライブドアショックを回避しての記録達成であった。
芸能人の連載
芸能人が登場する連載では、小倉優子が知識ゼロから株式投資に挑戦する企画「ゆうこりんが株に挑戦」、同じく投資初心者の女優いとうまい子が自分で退職金を作るために自腹の100万円を1億円に増やそうとする「脱・堅実カブ日記」などがある。また、タレント松尾貴史はゲストを招いてお金をテーマに対談する「メイクマネー・ルーズマネー」を連載を創刊当初から続けている（2000年9月号から、旧タイトルは「浮世の沙汰も金次第」） 。
まんが
連載まんが「女子高生株塾」は女子高生が授業の一環として学んだ株式運用を武器に、経済界の巨悪と戦うという内容。登場人物などの設定は「ドラゴン桜」に少し似ている。まんがを描いているのは創刊以来表紙の4コマまんがを担当しているホイチョイ・プロダクションズ。連載まんがはほかに花くまゆうさくによる四コマまんが「アフロdeなんぼ」があり80回以上続いている。
セキララ投資家日記
「セキララ投資家日記」には毎回強烈なキャラクターの個人投資家が登場する。上場間もない頃からセブン-イレブン株を保有し続け億万長者になった人、投資が趣味で四季報片手に女性に声を掛けている渋谷のナンパ男、生涯独身で生きていかなくてはいけないので自分で老後の生活資金を作ろうとしている“ゲイ”トレーダー、見た目は絶対株をやらなさそうなのに実は儲けている渋谷のギャル店員など。また、マスコミへの露出がほとんどなかった頃のB・N・Fやネオニート矢野さんも当初はこの連載に登場している。有名人・著名人では優待券で家賃と光熱費以外の全てが支払えるというプロ棋士の桐谷広人八段や、「損切りなんてロックじゃねえ！」というロックバンドZIGGYの元ベーシストの戸城憲夫も登場している。
アナリストなど専門家の連載
アナリストやファンドマネジャーによる連載では、さわかみ投信代表・澤上篤人が長期投資を語る「澤上流投資塾」、アナリストランキング株式ストラテジスト部門6年連続1位の北野一による「イマドキ経済からわかる日本株」、ダイヤモンド・フィナンシャル・リサーチのチーフアナリスト寺坂淳が個別銘柄の売買タイミングを検証する「めざせ株式投資の本格派！」、M&Aコンサルタント山口揚平による「ホントの株の話」、大和総研クオンツアナリストの吉野貴晶が「サザエさんの視聴率が良かった週は株価が下落する」など相場の不思議な法則を紹介する「ヨシノの法則」がある。
その他の連載
ほかにはZAi記者が最新マネー情報を集めた「ザイスポ」、中国株投資入門「中国株道場」、新興国の経済状況を解説する「BRICsに賭けろ！」、その月に権利確定する株主優待の情報を集めた「株主優待直前情報」、新技術を持つ企業を編集部記者が取材する「おしえて！最新テクノロジー」や、業界内での企業のポジションやキャラクターを地図化した「業界勢力マップ」など。